# Rogier Komproe
Rogier Komproe (21 mei 1975) is een Nederlands musical- en stemacteur.

## Biografie
Rogier Komproe is de jongere broer van stand-upcomedian Howard Komproe. Hij studeerde aan de Amsterdamse Hogeschool voor de Kunsten.
In Nederland was hij te zien in de musicals The Full Monty, Five Guys Named Moe, The Wiz, Aida, Moby Dick, West Side Story, Daddy Cool en Saturday Night Fever. In 2012 was hij te zien in Shrek als Donkey. In 2022 speelt hij de rol van Mr. Hawkins in the Prom. 
Ook was Komproe te zien als danser en mimespeler in de European Millennium Tour van Boyzone. In Tokyo speelde hij in het Japans theaterspektakel Shock III.
Komproe is sinds 2005 ambassadeur en presentator voor stichting Kunstbende.

### Theater
- 1997/1998: West Side Story als Chino
- 1998/1999: Fame als ensemble
- 2001: Moby Dick, the musical als ensemble
- 2001/2002: Aida als ensemble
- 2002: Junglebook als Bagheera, de panter
- 2002: Shock III (Tokyo) als Roger
- 2004: Junglebook als Bagheera, de panter
- 2006/2007: The Wiz als ensemble
- 2007/2008: Hair als ensemble
- 2008/2009: Fame als "Tyrone"
- 2009: Five Guys Named Moe als Big Moe
- 2009/2010: The Full Monty als Hengst
- 2011/2012: Daddy Cool als Razta
- 2012: Saturday Night Fever als DJ Monty
- 2012/2013: Shrek als Donkey
- 2022/2023: The Prom als Mr. Hawkins

### Film
- 2004: Shark Tale (nasynchronisatie; Bernie de kwal)
- 2005: Madagascar (nasynchronisatie; Marty de zebra)
- 2006: Cars (nasynchronisatie; Harv)
- 2006: Baas in eigen bos (nasynchronisatie; Beer Boog)
- 2006: Charlotte's Web (nasynchronisatie; Gerrit de Gans)
- 2007: Ratatouille (nasynchronisatie; Lalo)
- 2008: Kung Fu Panda (nasynchronisatie; Meester Mantis)
- 2008: Madagaskar 2 (nasynchronisatie; Marty de zebra)
- 2008: Baas in eigen bos 2 (nasynchronisatie; Beer Boog)
- 2009: Monsters vs. Aliens (nasynchronisatie; B.O.B.)
- 2009: Ice Age 3 (nasynchronisatie)
- 2010: Baas in eigen bos 3 (nasynchronisatie; Beer Boog)
- 2010: Scared Shrekless (nasynchronisatie; Tieners)
- 2010: Donkey's Caroling Christmas-tacular (nasynchronisatie; Kokkie)
- 2011: Sonny Boy als David Millar
- 2011: Rio (nasynchronisatie; Nico de gele kanarie)
- 2011: Kung Fu Panda 2 (nasynchronisatie; Meester Mantis)
- 2012: Madagascar 3 (nasynchronisatie; Marty de zebra)
- 2013: Planes (nasynchronisatie; overige stemmen)
- 2014: Rio 2 (nasynchronisatie; Nico de gele kanarie)
- 2016: Kung Fu Panda 3 (nasynchronisatie; Meester Mantis)
- 2016: Alvin and the Chipmunks: The Road Chip (nasynchronisatie)
- 2018: Louis en de Aliens (nasynchronisatie)
- 2019: Toy Story 4 (nasynchronisatie; Ducky)
- 2019: The Lion King (2019) (nasynchronisatie; Azizi de hyena)
- 2019: Verliefd op Cuba als Tattoo Artist

### Televisie
- 2007: De weg naar Fame (RTL 4; deelnemer)
- 2007: Ned's SurvivalGids (nasynchronisatie; Mr. Wright)
- 2009: Phineas & Ferb (nasynchronisatie)
- 2010: The Suite Life on Deck (nasynchronisatie; Kirby Morris)
- 2011: Fish Hooks (nasynchronisatie; Milo)
- 2013: Welkom bij de Kamara's (SBS6; zoon van het stamhoofd)
- 2018: GIPS; Glenn[1]
- 2023: Invincible (nasynchronisatie; Angstrom Levy)
- 2024: Monsters at Work (nasynchronisatie; Yeti)

## Persoonlijk
Komproe trouwde op 21 juni 2011 met musicalactrice Noortje Fassaert, met wie hij op dat moment zes jaar een relatie had. Het stel was ruim twee jaar verloofd. Komproe vroeg haar ten huwelijk tijdens de première van de musical Five Guys Named Moe. Ze hebben samen een zoon en een dochter. In april 2012 overleed hun derde kind bij de geboorte. In maart 2013 werd bekend dat paar zou gaan scheiden.